# Perifrase (taalkunde)
Met perifrase wordt in de taalkunde het verschijnsel bedoeld dat een bepaalde grammaticale categorie of een syntactische verhouding eerder wordt uitgedrukt door middel van vrije morfemen dan door middel van gebonden morfemen (de ter omschrijving gebruikte woorden zijn over het algemeen de functiewoorden, terwijl de woorden waarop zij betrekking hebben de inhoudswoorden zijn). Een voorbeeld van een perifrastische omschrijving is de manier waarop de toekomende tijd in veel talen gevormd wordt, namelijk door middel van hulpwerkwoorden, zoals het Nederlandse zullen en het Engelse will.
Perifrase is een typisch kenmerk van analytische talen, alhoewel het verschijnsel in mindere mate ook in synthetische talen voorkomt, om vormen te vervangen die in de normale woordparadigma's ontbreken.